# ホステス・エンタテインメント
ホステス・エンタテインメント（英: Hostess Entertainment Unlimited、ホステス株式会社）は、日本の洋楽専門の独立系音楽会社。

## 概要
2000年に設立。本社は東京都目黒区中目黒。欧米の独立系レーベル及びアーティストとライセンス契約を締結し、日本での販売流通・ マーケティング・宣伝に関わる業務全般を請け負っている。流通・販売は2008年3月1日からBMG JAPAN、2009年からはソニー・ミュージックディストリビューションによって行われている。
2011年にはワーナーミュージック・サウスイーストアジアとの提携を発表。同社が日本国内で代理を務めるアーティストやレーベルのカタログの一部を、香港、韓国、台湾、シンガポール、マレーシア、タイ、インドネシア、フィリピンを含む東南アジア各国でリリースし、販路を拡大している。同年7月には、ファッションブランドTOGAと共に、音楽マーチャンダイズブランド「HOST (Hostess Outfit Serviced by TOGA)」を設立。
2012年より、Ynosと共同でイベント「Hostess Club Weekender」を運営。2015年現在まで計10回開催されている。

## 主なライセンス契約

### レーベル
- ドミノ・レコーズ
- PIASエンタテインメント・グループ
- コオペレイティヴ・ミュージック[5]
- ベガーズ・グループ（2009年9月1日 - ）[6]
- ポウ・トラックス
- シークレットリー・カナディアン
- ジャグジャグウォー
- デッド・オーシャンズ
- ファット・ポッサム・レコーズ[7]
- マージ・レコード

### アーティスト単独契約
- レディオヘッド
- ベック
- ソニック・ユース
- M83
- モグワイ
- フォー・テット
- ベスト・コースト

## コンピレーション・アルバム
- 『Hostess Presents NO SHIT!』（2011年7月27日、Hostess Entertainment[8]）
- 『Hostess Presents NO SHIT! 2』（2011年12月21日、Hostess Entertainment）
- 『Hostess Presents NO SHIT! 3』（2013年2月13日、Hostess Entertainment）
- 『Hostess Presents NO SHIT! 4』（2013年9月25日、Hostess Entertainment）
- 『Hostess Presents NO SHIT! 5』（2014年8月20日、Hostess Entertainment）
- 『Hostess Presents NO SHIT! 6』（2015年1月14日、Hostess Entertainment）